# 力士爪魷
力士爪魷（Onykia robusta、Moroteuthis robusta）是一種擬爪魷屬魷魚。力士爪魷外套膜長度可達2公尺（6.6英尺），是該家族中最大的成員，也是所有頭足類動物中最大的成員之一。
力士爪魷具有可靠捕獲數據的最大標本是在白令海發現的，是一條雄性，全長3.72公尺（12.2英尺），重 41.73公斤（92.0磅）。觸手棍狀物細長，有15至18個棍狀鉤。力士爪魷腕足有50–60個吸盤，長度可達外套膜長度的90–100%。
力士爪魷主要分佈在北太平洋至溫帶地區。